# Saiph
Saiph (arabisch سيف, DMG saif ‚Schwert‘; eigentlich saif al-dschabbār „Schwert des Riesen“) ist der Eigenname des Sterns κ Orionis (Kappa Orionis). Der Name bezieht sich darauf, dass die arabischen Astronomen in Orion einen Riesen sahen, mit Saiph war eigentlich ein anderer Stern bezeichnet (nämlich Eta Orionis), der Übertragungsfehler wurde aber beibehalten. Aus unserer Sicht ist er der östliche Fußstern des Orions. Seine Flamsteed-Bezeichnung ist 53 Orionis. Saiph ist der sechsthellste Stern des Sternbildes, dabei ist er mit zweiter Größenklasse (Scheinbare Helligkeit von 2,07 mag) problemlos mit dem bloßen Auge erkennbar. Seine Entfernung wurde vor der Neubestimmung durch den Hipparcos-Satelliten überschätzt, nach dessen Berechnung ist Saiph „nur“ etwa 650 Lichtjahre von der Sonne entfernt. Er ist ein Blauer Riese und gehört der Spektralklasse B0 sowie der Leuchtkraftklasse Ia an. Trotz seiner großen Leuchtkraft erscheint er blasser als der ähnlich weit entfernte Rigel, da er einen Großteil seiner Strahlung im nicht sichtbaren ultravioletten Spektralbereich emittiert. Seine bolometrische Helligkeit ist 65.000 mal größer als die der Sonne, im sichtbaren Bereich entspricht seine Leuchtkraft noch mehr als dem 6000fachen der Sonne. Nach heutigem Kenntnisstand ist Saiph ein Einzelstern.